# Ministère de l'Agriculture, des Ressources naturelles et du Développement rural
Le Ministère de l'Agriculture, des Ressources naturelles et du Développement rural  (MARNDR) est un ministère du gouvernement d'Haïti responsable de l'agriculture, des ressources naturelles et du développement rural. 